# NHL 07

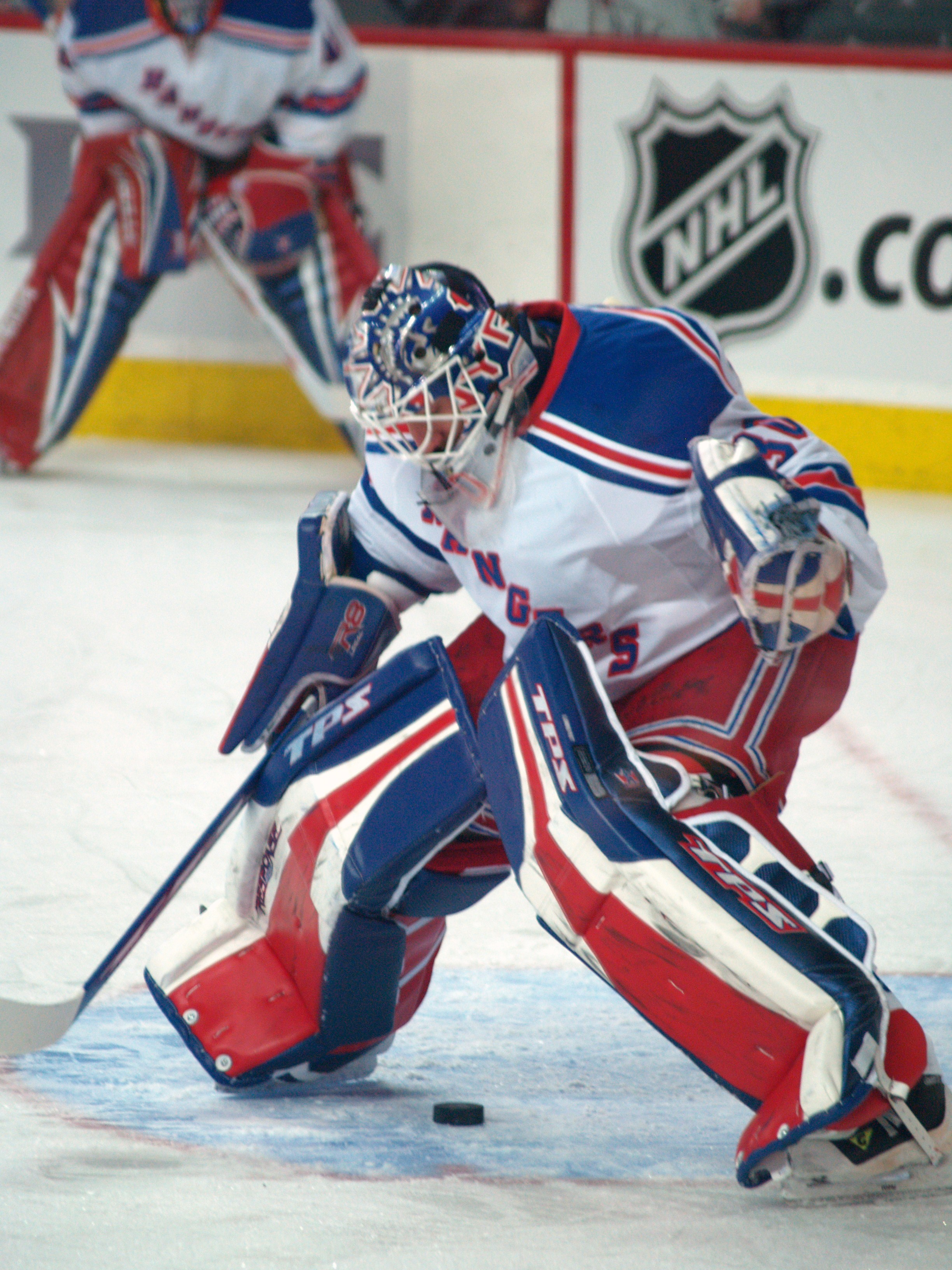
Henrik Lundqvist syns på spelomslaget.

NHL 07 är ett ishockey-spel från 2006 som släppte till Xbox 360, Xbox, Playstation 2, Windows och Playstation Portable. Det sistnämnda är det enda spelet i serien som släppts till denna konsol. Omslaget i Nordamerika har Aleksandr Ovetjkin, Sverige har Henrik Lundqvist och Finland har Teemu Selänne.

## Funktioner
Som i tidigare spel finns lag från Elitserien, Deutsche Eishockey Liga och FM-ligan som spelbara. Gary Thorne och Bill Clement blir nya kommentatorer, Arne Hegerfors och Anders Parmström finns med som kommentatorer och Djurgårdens speaker Magnus Gustafsson som arenaröst (är även med i Elitserien 2001), utom i versionerna till Xbox 360 och Playstation Portable, lag från Extraliga (Tjeckien) finns som spelbara. De europeiska klubblagen finns inte som spelbara på versionen till Xbox 360.

## Musik
- Anti-Flag - "This is the End (For You My Friend)"
- Bloodpit - "Platitude"
- Cute Is What We Aim For - "There's a Class for This"
- Gatsbys American Dream - "Theatre"
- Good Riddance - "Darkest Days"
- Goodnight Nurse - "My Only"
- Hurt - "Unkind"
- Inkwell - "Equador is Lovely This Time of Year"
- Mashlin - "The Shore"
- Mobile - "Montreal Calling"
- NOFX - "Wolves in Wolves' Clothing"
- Pilate - "Barely Listening"
- Pistolita - "Beni Accident"
- Priestess - "Talk to Her"
- Protest the Hero - "Divinity Within"
- Quietdrive - "Rise from the Ashes"
- The Hellacopters - "Bring it on Home"

## Mottagande
- Game Informer: 7.2/10
- IGN: 8.7/10
- Gamespot: 8.2/10

### Fotnoter
1. ↑  ”NHL 07” (på engelska). Mobygames. 17 mars 2006. http://www.mobygames.com/game/nhl-07. Läst 18 juni 2016.